# Kim Remijnse
Kim Remijnse (Kapelle, 11 april 1998) is een voetbalspeelster uit Nederland. Ze speelde als verdediger voor Telstar in de Vrouwen Eredivisie en komt sinds 2025 uit voor FC Rijnvogels.

## Carrière
Remijnse speelde in de jeugd bij VV 's-Heer Arendskerke. Vervolgens kwam ze uit voor Sparta Rotterdam. In 2022 stapte ze over naar VV Alkmaar. 
Op 16 september 2022 maakte Remijnse haar debuut voor VV Alkmaar in de Vrouwen Eredivisie in een thuiswedstrijd tegen FC Twente door in de 90ste minuut in te vallen voor Isa Colin.  Haar eerste doelpunt maakte Remijnse in een met 1-3 verloren thuiswedstrijd tegen Sc Heerenveen op 31 januari 2023.
Op 29 juli 2023 werd bekend dat Remijnse de overstap maakt naar competitiegenoot Telstar. In een uitduel tegen PSV maakte Remijnse haar debuut voor Telstar. Remijnse heeft een vaste basisplaats in de verdediging van de club uit Velsen-Zuid.
Op 17 mei 2025 maakte haar club bekend dat Remijnse na het seizoen 2024/25 ging vertrekken uit Velsen-Zuid. FC Rijnvogels, uitkomend in de vrouwen topklasse, werd haar nieuwe club in het seizoen 2025-2026.

## Statistieken
| Seizoen | Club       | Competitie | Competitie | Competitie | Beker | Beker | Overig | Overig | Totaal | Totaal |
| Seizoen | Club       | Competitie | Wed.       | Dlp.       | Wed.  | Dlp.  | Wed.   | Dlp.   | Wed.   | Dlp.   |
| ------- | ---------- | ---------- | ---------- | ---------- | ----- | ----- | ------ | ------ | ------ | ------ |
| 2022/23 | VV Alkmaar | Eredivisie | 19         | 1          | 1     | 0     | 0      | 0      | 20     | 1      |
| 2023/24 | Telstar    | Eredivisie | 20         | 0          | 0     | 0     | 0      | 0      | 20     | 0      |
| 2024/25 | Telstar    | Eredivisie | 0          | 0          | 0     | 0     | 0      | 0      | 0      | 0      |
| Totaal  | Totaal     | Totaal     | 39         | 1          | 1     | 0     | 0      | 0      | 40     | 1      |

Bijgewerkt t/m 19 mei 2025.